# قيم ديني
القيّم الديني هو مصطلح في المنظومة الدينية المغربية، و يشار به لكل من يزاول مهمة ما داخل المسجد أو دور العبادة كالإمامة أو الخطابة أو الأذان.
يُعتبر القيمون الدينيون عمالا لذى وزارة الأوقاف و الشؤون الأسلامية، إلا انهم لا يُحصون ضمن الوظيفة العمومية.
1. ↑  الجزيرة نت نسخة محفوظة 08 ديسمبر 2011 على موقع واي باك مشين.